# Морона
Морона је насеље у Италији у округу Пиза, региону Тоскана.
Према процени из 2011. у насељу је живело 368 становника. Насеље се налази на надморској висини од 188 м.